# Bois Sec Ardoin

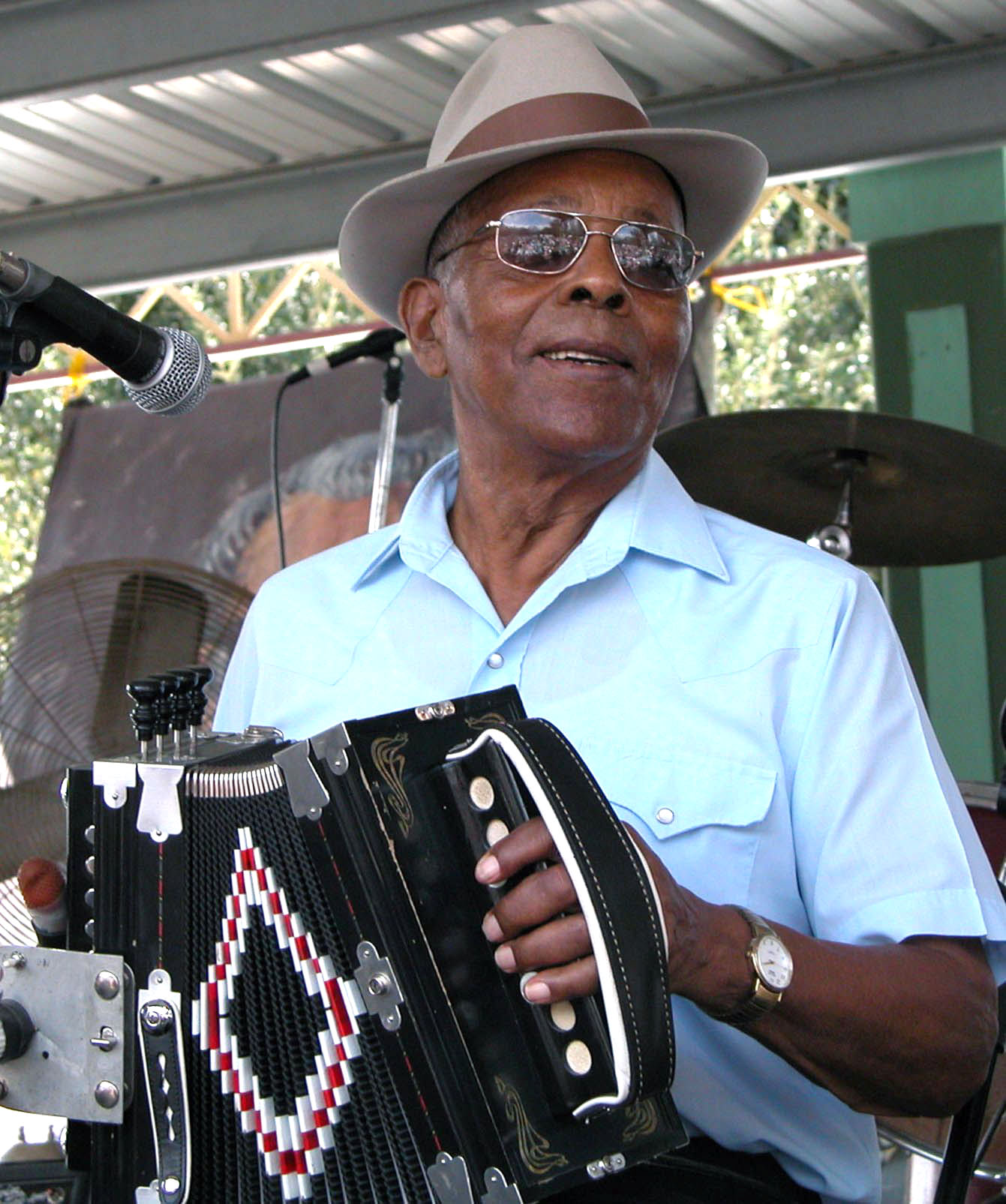
Bois Sec Ardoin (2002)

Alphonse "Bois Sec" Ardoin (* 16. November 1915 in Duralde, Louisiana; † 16. Mai 2007 in Eunice, Louisiana) war ein US-amerikanischer Zydeco-Musiker.

## Leben
Ardoin galt als einer der Meister des Cajun-Akkordeons. Sein Geburtsdatum ist umstritten, die Quellen schwanken zwischen 1914 und 1916. Seinen Spitznamen "Bois Sec" (französisch für trockener Wald) soll er bereits als Kind bekommen haben, da er immer der erste war, der sich bei einsetzendem Regen im trockenen Wald in Sicherheit brachte.
Der Sohn von Farmarbeitern verdiente seinen Lebensunterhalt ebenfalls durch Farmarbeit. Mit 12 lernte er das Akkordeonspiel von seinem Vetter Amédé Ardoin, mit dem er auch auftrat. Anders als Amédé wurde Bois Sec jedoch kein professioneller Musiker – seine Mutter war strikt dagegen.
Ab 1948 trat Bois Sec Ardoin mit dem Fiddle-Spieler Canray Fontenot als die "Duralde Ramblers" auf. Ihr Erfolg führte sogar zu einer Teilnahme am renommierten Newport Folk Festival im Jahr 1966. Im gleichen Jahr erschien ihr bekanntestes Album Les Blues de Bayou. 1986 wurden Ardoin und Fontenot mit dem "National Endowment for the Arts the National Heritage Fellowship" ausgezeichnet, der höchsten US-amerikanischen Ehrung für traditionelle Kunst.
In den frühen 1970ern war Ardoin Frontmann der Band "The Ardoin Brothers Band", zu der neben seinen Söhnen Morris, Gustave und Lawrence auch Canray Fontenot gehörte. Nach dem Unfalltod von Gustave im Jahr 1974 schien Bois Sec viel von seiner Leidenschaft für die Musik zu verlieren, und er trat nur noch sporadisch auf.